# Snoopy! The Musical
Snoopy! The Musical es una comedia musical con música de Larry Grossman y letra de Hal Hackady, y con libreto de Warren Lockhart, Arthur Whitelaw y Michael Grace. Los personajes son los protagonistas del cómic Peanuts escrito y dibujado por Charles M. Schulz. Es una secuela del musical de 1967 You're a Good Man, Charlie Brown, con la principal diferencia de que esta se centra más en la vida de Snoopy.
El musical se estrenó en San Francisco (California) en 1975, con los actores Don Potter, Jimmy Dodge y Pamela Myers en los papeles protagonistas. En 1982 y 1983 se estuvo representando en Off-Broadway (Nueva York, en 1983 en Toronto, 1984 en West End de Londres, 1986 en Brisbane (Australia) y 2018 en Sudáfrica, entre otros.